# アザニダゾール
アザニダゾール（英：Azanidazole）はニトロイミダゾール誘導体で、婦人科学ではトリコモナス症の治療に使用される。